# コバルト文庫
コバルト文庫（コバルトぶんこ）は、集英社が刊行する文庫レーベル。
最初期を除き現在に至るまで、少女向け小説（少女小説、ライトノベルと称される）を中心に扱っている。

## 概要
ティーンズの淡い恋愛をテーマに扱ったものが多く、イラストや表紙に力を入れているのも特徴である。旧スーパーファンタジー文庫系のファンタジーやサイエンス・フィクションの要素が加味されたものも少なくない。『りぼん』『別冊マーガレット』『コーラス』などといった集英社の有する少女漫画雑誌の連載作品を原作とする（旧コバルトピンキー系の）ノベライズも扱っている。1990年代から徐々に2000年代半ばまで少女を主人公にした作品のほかにボーイズラブを題材とした作品の増加が顕著であった。2000年代半ばからは女性の楽しめる娯楽小説がケータイ小説やボカロ小説など多彩になり、少女小説レーベルは人気ジャンルの幅が狭まるが、その中で「姫嫁」といった設定で書かれる男女の恋愛ものが少女小説界隈で人気ジャンルとなり、コバルト文庫も例にもれなかった。だが、姫嫁一色となった同時に読者層が狭まってしまったことで、ジャンルの多彩さは失われ、『Cobalt』の休刊や紙媒体の刊行の停止のようにレーベルとして衰退した。
多くは書き下ろしスタイルをとるが、隔月刊誌Cobalt連載後に加筆・文庫化するパターンもある。各シーズンごとに様々なフェアを行っている。
コバルト文庫を中心に活動する作家に、前田珠子 、桑原水菜、今野緒雪、藤原眞莉らがいる。赤川次郎も吸血鬼シリーズを隔月刊誌に掲載している。過去には新井素子、久美沙織、氷室冴子、藤本ひとみ、窪田僚といった面々も執筆していた。また、ジュディ・ブルーム『キャサリンの愛の日』（原題: Forever）、リチャード・ペック『レイプの街』（原題: Are you in the house alone?）などのアメリカ・ヤングアダルト小説の翻訳紹介も行っていた。

## 沿革
1965年創刊の、集英社コバルト・ブックスを前身とする。B6サイズのソフトカバーの形態であった。最初の1冊は1965年5月に刊行された松島トモ子『ニューヨークひとりぼっち―ミュージカル留学記』で、2冊目から「コバルト・ブックス」のシリーズ名が使われるようになった。「コバルト」は青春という言葉を象徴する色としてのコバルトブルーからきている。1966年4月には雑誌『小説ジュニア』が創刊され、以降は『小説ジュニア』に掲載された作品がコバルト・ブックス化されるのが主流となった。コバルト・ブックスは1976年4月10日発行の、通しナンバー216、赤松光夫『心に愛の血が流れている』まで続いた。
1976年5月28日（奥付上は6月）、このコバルト・ブックスの後継として集英社文庫コバルトシリーズが創刊された。創刊ラインナップは11冊で、富島健夫『制服の胸のここには』『初恋宣言』、佐伯千秋『若い樹たち』『青春放浪』、吉田とし『ヴィナスの城』『この花の影』、三木澄子『純愛』、佐藤愛子『困ったなア』、清川妙『こころはいつもあなたの隣』の小説9冊と、鈴木健二のエッセイ『美しき“おんな”への道』と、新川和江編の詩集『愛の詩集』であった。
創刊時にはコバルト・ブックスで出版されていた作品、続いて、少女向け雑誌『小説ジュニア』（この後、1982年に『Cobalt』としてリニューアルされる）掲載作品が文庫化されていった。コバルトシリーズ新設にあたってイメージガールを選出し、宣伝ポスターや書店で配布される栞などでPR活動をした。また新人アイドルがイメージソングをリリースすることもあった。
シリーズ名に「集英社文庫」を冠しているが、当時、一般向けレーベルとしての集英社文庫は存在しない。「集英社文庫」として一般向け作品の刊行が開始したのは1977年5月であり、コバルトシリーズが1年ほど先行している。
『小説ジュニア』からの文庫化作品は少女小説に分類されるものが中心であったが、創刊翌年の1977年にはSF作品（豊田有恒編『ロマンチックSF傑作選』、横田順彌『2095年の少年』）や川端康成『万葉姉妹』、山本直純の詩集なども発刊されている。
1978年には宇宙戦艦ヤマトブームの到来により若桜木虔による『さらば宇宙戦艦ヤマト 愛の戦士たち』が刊行され、以降アニメブームに乗る形で、若桜木虔、藤川桂介、辻真先らによるノベライズ作品が次々と刊行された。
1983年から、公募賞としてコバルト・ノベル大賞（1996年よりノベル大賞）を開催。直木賞作家の山本文緒、唯川恵、角田光代なども受賞者である。
1990年、正式名称が集英社文庫コバルトシリーズからコバルト文庫に改名された。
1991年3月には、少女向けとしないファンタジー路線作品をスーパーファンタジー文庫として独立創刊している（ - 2001年4月）。
また、1992年3月には、漫画のノベライズなどを含む、より若年層向けのコバルト・ピンキーシリーズが作られた（ - 1998年9月）。
2014年2月から8月にかけて不定期でコバルト文庫と違う背表紙のデザインを施し、発売日を集英社文庫と揃えて刊行する一部の作品があったが、これらのシリーズは、2015年に集英社オレンジ文庫として独立レーベルとなった。
2014年11月刊より背表紙リニューアル。白を基調としたものに変わり、裏表紙のデザインもあらすじを載せるなど変更された。ただしシリーズで続いているものは変更せず、前巻と同じ色のままである。
2016年、4月1日発行の5月号を最後に雑誌『Cobalt』が休刊となった。それまで雑誌の広報を主としていた公式サイトは、Web小説配信を強化したものとしてリニューアルされた。
2019年1月から紙文庫の定期刊行が停止され電子書籍メインになるが、2021年1月にはWebサイトで連載されていた小説が、2月以降には電子書籍で出していたシリーズが加筆修正され集英社オレンジ文庫から改めて発売されるパターンが増えていった。

## 主な作家
- 藍川竜樹
- 青木祐子
- 赤川次郎
- 彩本和希
- 新井素子
- 飯田智
- 嬉野秋彦
- 榎木洋子
- 岡篠名桜
- 小田菜摘
- 花衣沙久羅
- 金蓮花
- 樹川さとみ
- 橘香いくの
- 久美沙織
- 倉世春
- 桑原水菜
- 小林弘利
- 小室みつ子
- 今野緒雪
- 真堂樹
- 須賀しのぶ
- 高遠砂夜
- 谷瑞恵
- 友桐夏
- ながと帰葉
- 野梨原花南
- 響野夏菜
- 氷室冴子
- 日向章一郎
- 藤本ひとみ
- 藤原眞莉
- 本沢みなみ
- 前田珠子
- 正本ノン
- 松田志乃ぶ
- 水杜明珠
- 毛利志生子
- 桃井あん
- 山浦弘靖
- 山本瑤
- 夢枕獏
- 吉田緑
- 若木未生

## 映像化作品

### アニメ化
| 作品                       | 放送年                 | アニメーション制作 | 備考                     |
| -------------------------- | ---------------------- | ------------------ | ------------------------ |
| 炎の蜃気楼                 | 2002年                 | マッドハウス       | 2004年にOVAあり          |
| マリア様がみてる（アニメ） | 2004年（第1期・第2期） | スタジオディーン   | 2006年にOVA（第3期）あり |
| マリア様がみてる（アニメ） | 2009年（第4期）        | スタジオディーン   | 2006年にOVA（第3期）あり |
| 伯爵と妖精                 | 2008年                 | アートランド       |                          |

| 作品                     | 公開年 | アニメーション制作 | 備考 |
| ------------------------ | ------ | ------------------ | ---- |
| 扉を開けて               | 1986年 | キティ・フィルム   |      |
| 星子シリーズ             | 1990年 | 日本映像           |      |
| まんが家マリナ・シリーズ | 1990年 | マジックバス       |      |
| ユメミと銀のバラ騎士団   | 1991年 | スタジオぴえろ     |      |

| 作品                         | 発売年 | アニメーション制作             | 備考 |
| ---------------------------- | ------ | ------------------------------ | ---- |
| ザ・学園超女隊               | 1991年 | マジックバス                   |      |
| 放課後シリーズ               | 1992年 | 葦プロダクション、ユーメックス |      |
| 破妖の剣                     | 1992年 | マジックバス                   |      |
| ハイスクール・オーラバスター | 1999年 | ティーアップ                   |      |

### 実写化
| 作品                     | 放送年 | 制作       | 備考 |
| ------------------------ | ------ | ---------- | ---- |
| 困ったなア               | 1977年 | NHK        |      |
| なんて素敵にジャパネスク | 1986年 | 日本テレビ |      |

| 作品             | 公開年 | 配給                                     | 備考 |
| ---------------- | ------ | ---------------------------------------- | ---- |
| きらめきの季節   | 1980年 | 松竹                                     |      |
| クララ白書       | 1985年 | 東宝                                     |      |
| 星空のむこうの国 | 1985年 | 松竹                                     |      |
| 恋する女たち     | 1986年 | 東宝                                     |      |
| 問題のない私たち | 2004年 | レジェンド・ピクチャーズ                 |      |
| マリア様がみてる | 2010年 | ジョリー・ロジャー、リバプール、メ〜テレ |      |